# Doftspår

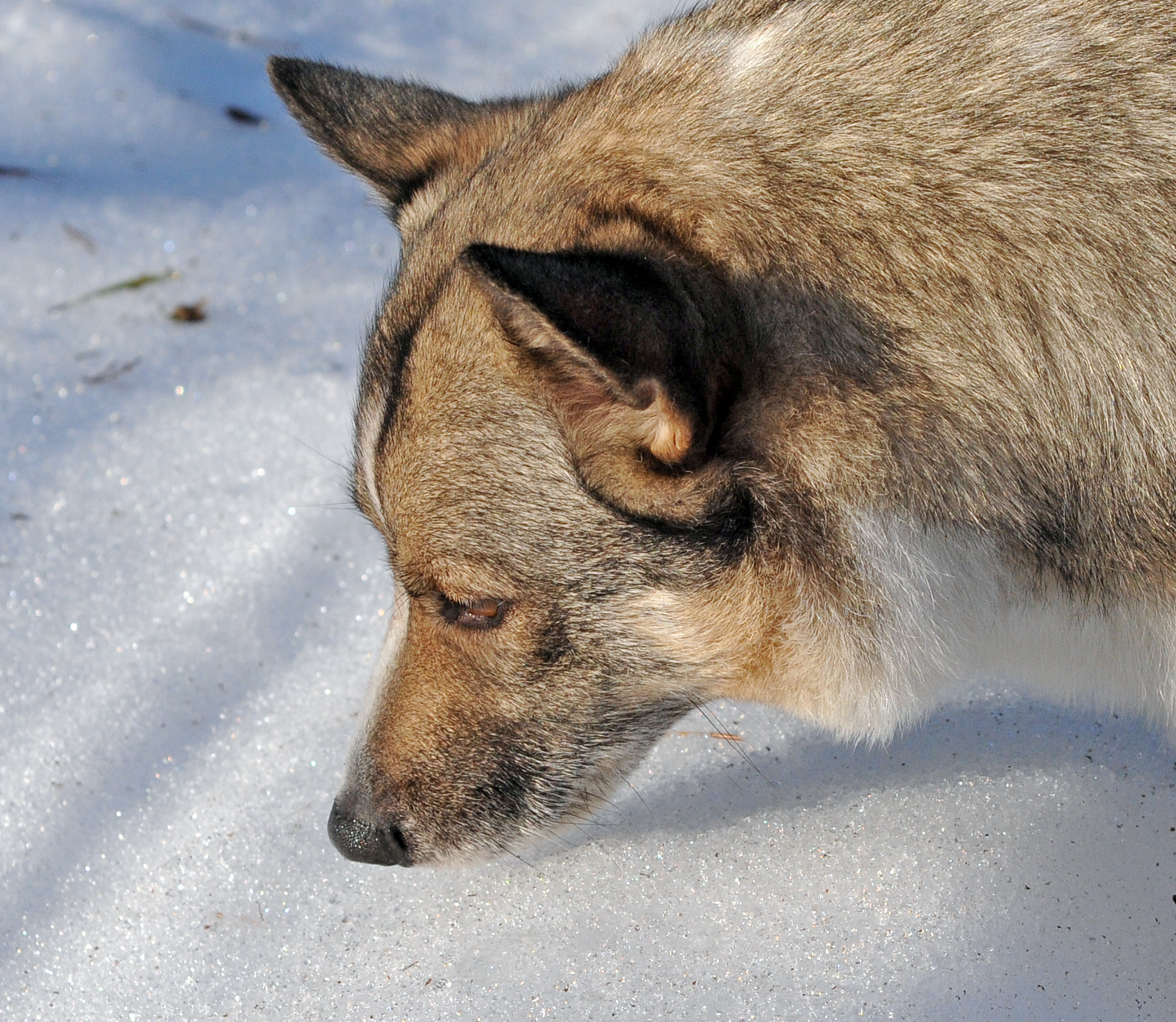
En västgötaspets undersöker ett doftspår.

Doftspår är molekyler av doftämnen som sjunkit till marken eller fastnat på föremål där djur eller människor rört sig. Man skiljer på doftspår som stannat kvar på underlaget och vittring som förs med vinden eller ligger kvar i luften. Doftspår hjälper djur att finna artfränder eller förfölja ett byte.
För att följa doftspår används spårhundar. Brukshundar spårar människor. Vid drevjakt används löshundar som kan vara av två slag; drivande hundar och ställande hundar.
Hundars förmåga att följa doftspår testas i bruksprovsgrenen spår samt jaktprovsgrenarna drevprov för drivande hundar och löshundsprov för ställande hundar.